# کیش‌تلک
کیش‌تلک (به مجاری:  Kistelek) یک منطقهٔ مسکونی در مجارستان است که در ناحیه کیش‌تلک واقع شده‌است. کیش‌تلک ۶۹٫۱۹ کیلومتر مربع مساحت و ۷٬۰۲۰ نفر جمعیت دارد.